# Ян из Стобниц
Ян из Стобниц (Jan ze Stobnicy); (ок. 1470—1518) — польский географ и философ.

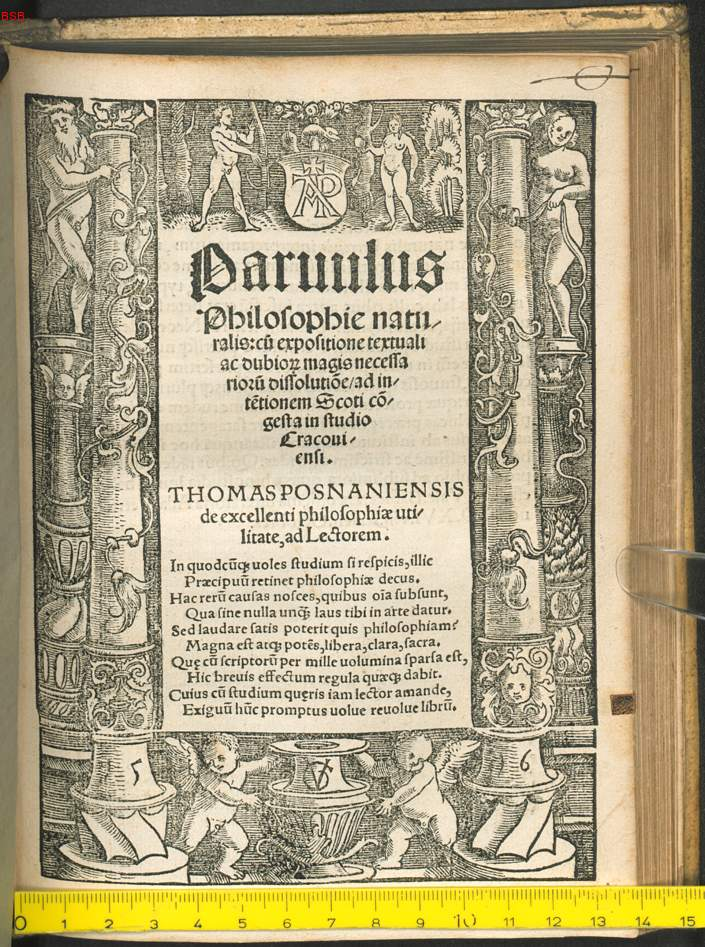
Parvulus philoaophilae naturalis

## Биография
Учился в Краковском университете, где в 1494 получил степень бакалавра, в 1498 степень магистра. В 1498—1514 профессор этого же университета, читал лекции по философии английского ученого-схоласта Иоанна Дунса Скота. В 1507 и 1513—1514 декан отделения «свободных наук».

## Творчество

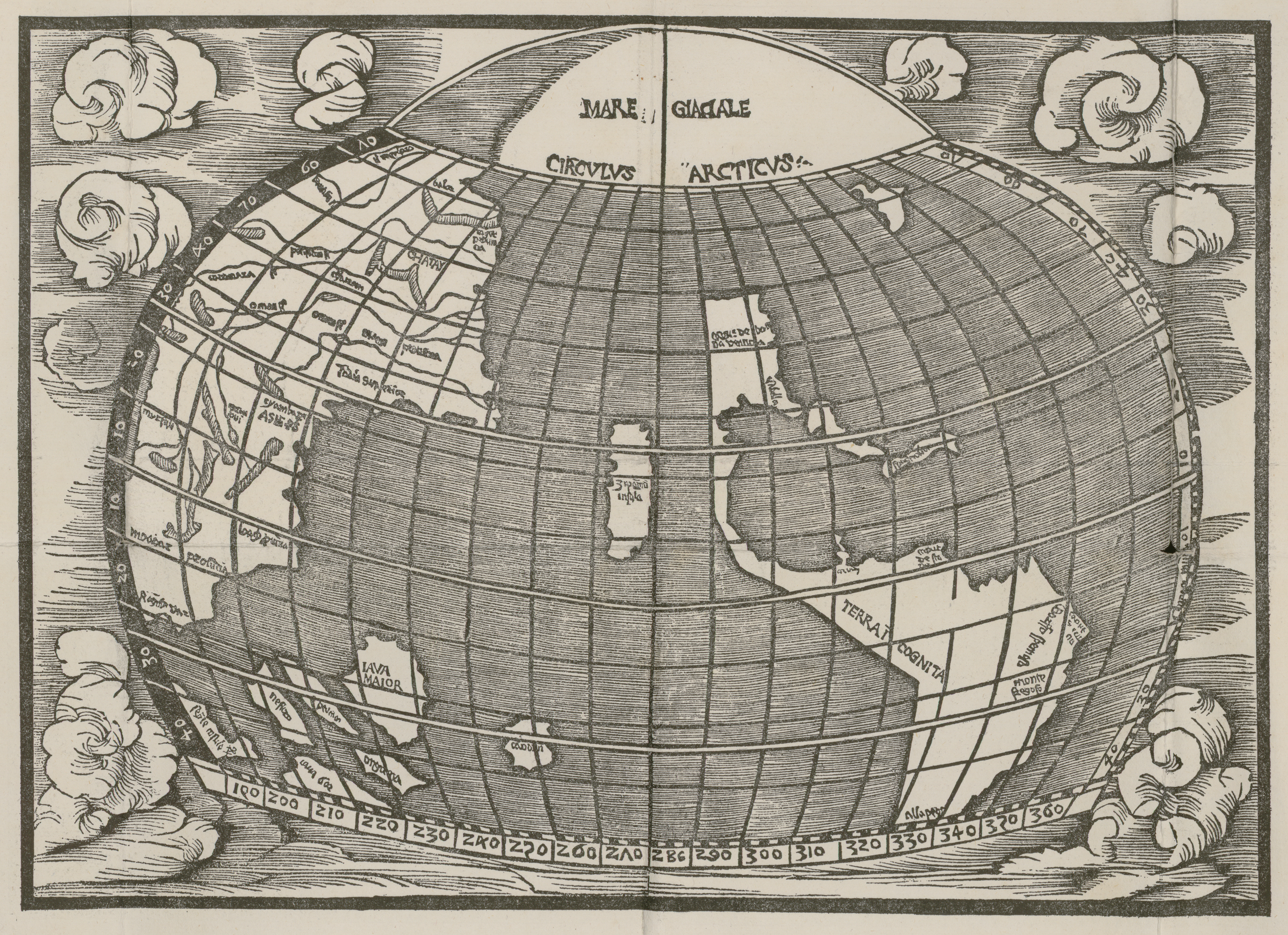
Карта Америки, изданная Яном из Стобниц

Философская работа Яна «Parvulus philsophiae naturalis» («Дитя природной философии», 1503) переиздавалась в Кракове 1507, 1513, 1517, в 1516 в Базеле. В 1512 в Кракове вышла работа «Введение в космографию Птолемея», в которой впервые в Польше были даны географические карты, сведения о недавно открытой Америке. Неоднократно издавались подготовленные Яном труды Леонардо Бруни Аретинского, Аристотеля, польского философа Михала из Бжстыжкова и др. В личной библиотеке Яна были книги по средневековой философии, географии, теологии, грамматике; например, «Краковский Миссал» (служебник), напечатанный в Нюрнберге по заказу краковского печатника Яна Галлера и отлично орнаментированный краковскими мастерами.